# Het Geheim van de Buick
Het Geheim van de Buick (originele titel From a Buick 8) is een roman van de Amerikaanse schrijver Stephen King. Het boek werd op 24 september 2002 gepubliceerd. Het is de tweede roman van King waarin een bovennatuurlijke auto centraal staat (de eerste was Christine).
De Engelstalige titel is afgeleid van het lied "From a Buick 6" door Bob Dylan.

## Plot
Het verhaal speelt in West-Pennsylvania. Nadat Curtis Wilcox, een oudgediende binnen een lokaal politiekorps genaamd Troop D, wordt doodgereden door een dronken chauffeur, komt zijn 18-jarige zoon Ned steeds vaker langs op het bureau in de hoop zo de herinnering aan zijn vader levend te houden. Sandy Dearborn, de huidige korpschef die jarenlang met Wilcox samengewerkt heeft, geeft Ned zelfs een bijbaantje binnen het bureau. Ned’s aandacht wordt al snel getrokken door een mysterieuze Buick Roadmaster, die al sinds 1979 onafgebroken in een schuurtje achter het politiebureau staat. Op een avond weet hij Dearborn en diens collega’s zover te krijgen dat ze hem het hele verhaal vertellen over de Buick en diens invloed op Ned’s vader.
De rest van het boek bestaat voornamelijk uit flashbacks. De Buick Roadmaster duikt voor het eerst op in 1979, wanneer hij door een zonderling ogende man wordt achtergelaten bij een tankstation. De man in kwestie verdwijnt vervolgens spoorloos waarna Troop D, destijds geleid door Tony Schoondist, beslag legt op de auto voor onderzoek. Al snel blijkt dat de Buick geen gewone auto is. Alle knopjes op het dashboard blijken nep, de motor is niet aangesloten, en het stuur draait niet. De auto kan dus nooit rijden. De auto blijft op bovennatuurlijke wijze puntgaaf; vuil wordt afgestoten en beschadigingen repareren zichzelf. Regelmatig daalt de temperatuur in het schuurtje tot ver beneden de buitentemperatuur. Van tijd tot tijd produceert de auto vreemde lichtflitsen (door de agenten “lichtbevingen” genaamd), en duiken in het schuurtje bizarre wezens op die onmogelijk van de aarde afkomstig kunnen zijn. Deze sterven echter altijd binnen een paar minuten na hun aankomst. Tot 2 keer toe laat de Buick een persoon die zich op het verkeerde moment in zijn buurt begeeft spoorloos verdwijnen; Wilcox’ voormalige partner Ennis Rafferty, en een neonazi genaamd Brian Lippy.
In overleg met zijn agenten besluit Schoondist dat de Buick geheim moet blijven voor de buitenwereld. Sindsdien is de Buick het grootste geheim binnen Troop D. Vooral Schoondist en Wilcox ontwikkelen al snel een obsessie voor de auto, die meer en meer uit een andere wereld lijkt te komen en nu als een soort poort van en naar die wereld functioneert.  Zo doen ze herhaaldelijk proeven met levende dieren om te zien onder welke omstandigheden de Buick dingen laat verdwijnen, en volgt Wilcox een schriftelijke cursus ontleding zodat hij een van de monsters die de Buick heeft voortgebracht kan onderzoeken. Al hun pogingen ten spijt blijft de ware aard van de Buick echter een mysterie. In de loop der jaren wordt de auto ook steeds minder actief en zal mogelijk ooit helemaal tot rust komen. Het laatste grote incident dateert uit 1988, toen de Buick niet alleen Brian Lippy deed verdwijnen, maar ook voor het eerst een gedrocht voortbracht dat wel kon overleven op aarde. Dit monster werd uiteindelijk door de aanwezige agenten gedood.
Nadat het hele verhaal is verteld keren Ned en de agenten huiswaarts. Dearborn vertrouwt Ned’s laatste reactie voor hij vertrok echter niet en keert terug naar het bureau. Zijn vermoeden blijkt juist want Ned is eveneens teruggekeerd en zit nu in de Buick. Volgens eigen zeggen wil hij de auto in brand steken, maar in werkelijkheid is hij in de macht van de Buick, die Ned als zijn volgende slachtoffer heeft uitgekozen. Dearborn en de andere agenten, die eveneens waren teruggekomen, kunnen nipt voorkomen dat de Buick Ned naar zijn wereld ontvoerd. Hierbij krijgt Dearborn even kort de wereld van de Buick te zien.
4 jaar later is Ned inmiddels zelf agent geworden bij Troop D. De Buick staat nog altijd in het schuurtje. Op een dag merkt Ned dat er een barst in de voorruit van de Buick zit, die niet herstelt zoals eerdere beschadigingen. Hierin ziet hij het bewijs dat het einde van de Buick nabij is.

## Achtergrond
In 2005 maakte Chesapeake Films bekend te werken aan een verfilming van Het Geheim van de Buick, met George Romero als regisseur en Johnathon Schaech en Richard Chizmar als scriptschrijvers. In 2007 nam Tobe Hooper de regie over van Romero. Het project liep in 2009 echter aan de grond door problemen met de financiering.